# Wu Lei
Wu Lei (en chino: 武磊; pinyin: Wǔ Lěi; Nankín, Jiangsu, 19 de noviembre de 1991) es un futbolista chino que juega como delantero para el Shanghái Port de la Superliga de China.
Es el primer jugador chino en marcar un gol en la Liga española, y en una competición europea.

## Selección nacional
Wu Lei fue convocado para la selección de fútbol sub-20 de China en 2009 llegando a marcar nueve goles en cinco encuentros durante la eliminatoria al Campeonato sub-19 de la AFC 2010. Su actuación hizo que el seleccionador Gao Hongbo le convocase para disputar el Campeonato de Fútbol del Este de Asia 2010, haciendo su debut el 14 de febrero de 2010 en un partido que finalizó con victoria por 2-0 contra Hong Kong.

### Goles internacionales
| #  | Fecha                    | Sede                                                                 | Oponente  | Gol | Resultado | Competición                                   |
| -- | ------------------------ | -------------------------------------------------------------------- | --------- | --- | --------- | --------------------------------------------- |
| 1  | 28 de julio de 2013      | Estadio Olímpico de Seúl, Seúl, Corea del Sur                        | Australia | 4–1 | 4–3       | Campeonato de Fútbol de Asia Oriental de 2013 |
| 2  | 15 de noviembre de 2013  | Estadio Provincial de Shaanxi, Xi'an, China                          | Indonesia | 1–0 | 1–0       | Clasificación para la Copa Asiática 2015      |
| 3  | 4 de septiembre de 2014  | Centro Deportivo de Anshan, Anshan, China                            | Kuwait    | 3–1 | 3–1       | Amistoso                                      |
| 4  | 14 de octubre de 2014    | Estadio Helong, Changsha, China                                      | Paraguay  | 2–0 | 2–1       | Amistoso                                      |
| 5  | 16 de junio de 2015      | Estadio Changlimithang, Timbu, Bután                                 | Bután     | 2–0 | 6–0       | Clasificación para la Copa Mundial de 2018    |
| 6  | 9 de agosto de 2015      | Centro Deportivo de Wuhan, Wuhan, China                              | Japón     | 1–0 | 1–1       | Campeonato de Fútbol de Asia Oriental de 2015 |
| 7  | 29 de marzo de 2016      | Estadio Provincial de Shaanxi, Xi'an, China                          | Catar     | 2–0 | 2–0       | Clasificación para la Copa Mundial de 2018    |
| 8  | 5 de septiembre de 2017  | Estadio Internacional Jalifa, Doha, Catar                            | Catar     | 2–1 | 2–1       | Clasificación para la Copa Mundial de 2018    |
| 9  | 26de mayo de 2018        | Centro Deportivo de Jiangning, Nankín, China                         | Birmania  | 1–0 | 1–0       | Amistoso                                      |
| 10 | 2 de junio de 2018       | Estadio Rajamangala, Bangkok, Tailandia                              | Tailandia | 1–0 | 2–0       | Amistoso                                      |
| 11 | 2 de junio de 2018       | Estadio Rajamangala, Bangkok, Tailandia                              | Tailandia | 2–0 | 2–0       | Amistoso                                      |
| 12 | 16 de octubre de 2018    | Centro Deportivo Olímpico de Nankín, Nankín, China                   | Siria     | 2–0 | 2–0       | Amistoso                                      |
| 13 | 24 de diciembre de 2018  | Estadio Suheim bin Hamad, Doha, Catar                                | Irak      | 1–1 | 1–2       | Amistoso                                      |
| 14 | 11 de enero de 2019      | Estadio Mohammed bin Zayed, Abu Dabi, Emiratos Árabes Unidos         | Filipinas | 1–0 | 3–0       | Copa Asiática 2019                            |
| 15 | 11 de enero de 2019      | Estadio Mohammed bin Zayed, Abu Dabi, Emiratos Árabes Unidos         | Filipinas | 2–0 | 3–0       | Copa Asiática 2019                            |
| 16 | 10 de septiembre de 2019 | Estadio Nacional de Fútbol de Maldivas, Malé, Maldivas               | Maldivas  | 2–0 | 5–0       | Clasificación para la Copa Mundial de 2022    |
| 17 | 10 de octubre de 2019    | Estadio Tianhe, Cantón, China                                        | Guam      | 2–0 | 7–0       | Clasificación para la Copa Mundial de 2022    |
| 18 | 14 de noviembre de 2019  | Estadio Maktoum bin Rashid Al Maktoum, Dubái, Emiratos Árabes Unidos | Siria     | 1–1 | 1-2       | Clasificación para la Copa Mundial de 2022    |
| 19 | 30 de mayo de 2021       | Centro Deportivo Olímpico de Suzhou, Suzhou, China                   | Guam      | 1–0 | 7–0       | Clasificación para la Copa Mundial de 2022    |
| 20 | 30 de mayo de 2021       | Centro Deportivo Olímpico de Suzhou, Suzhou, China                   | Guam      | 3–0 | 7–0       | Clasificación para la Copa Mundial de 2022    |
| 21 | 7 de junio de 2021       | Estadio Sharjah, Sharjah, Emiratos Árabes Unidos                     | Filipinas | 1–0 | 2–0       | Clasificación para la Copa Mundial de 2022    |
| 22 | 11 de junio de 2021      | Estadio Sharjah, Sharjah, Emiratos Árabes Unidos                     | Maldivas  | 2–0 | 5–0       | Clasificación para la Copa Mundial de 2022    |
| 23 | 15 de junio de 2021      | Estadio Sharjah, Sharjah, Emiratos Árabes Unidos                     | Siria     | 2–1 | 3–1       | Clasificación para la Copa Mundial de 2022    |
| 24 | 7 de octubre de 2021     | Estadio Sharjah, Sharjah, Emiratos Árabes Unidos                     | Vietnam   | 2–0 | 3–2       | Clasificación para la Copa Mundial de 2022    |
| 25 | 7 de octubre de 2021     | Estadio Sharjah, Sharjah, Emiratos Árabes Unidos                     | Vietnam   | 3–2 | 3–2       | Clasificación para la Copa Mundial de 2022    |
| 26 | 11 de noviembre de 2021  | Estadio Sharjah, Sharjah, Emiratos Árabes Unidos                     | Omán      | 1–0 | 1–1       | Clasificación para la Copa Mundial de 2022    |
| 27 | 16 de noviembre de 2021  | Estadio Sharjah, Sharjah, Emiratos Árabes Unidos                     | Australia | 1–1 | 1–1       | Clasificación para la Copa Mundial de 2022    |
| 28 | 16 de junio de 2023      | Estadio de Fútbol Dalian Barracuda Bay, Dalian, China                | Birmania  | 3–0 | 4–0       | Amistoso                                      |
| 29 | 16 de junio de 2023      | Estadio de Fútbol Dalian Barracuda Bay, Dalian, China                | Birmania  | 4–0 | 4–0       | Amistoso                                      |
| 30 | 20 de junio de 2023      | Estadio de Fútbol Dalian Barracuda Bay, Dalian, China                | Palestina | 1–0 | 2–0       | Amistoso                                      |
| 31 | 10 de octubre de 2023    | Estadio del Centro Deportivo de Dalian, Dalian, China                | Vietnam   | 2–0 | 2–0       | Amistoso                                      |
| 32 | 16 de noviembre de 2023  | Estadio Rajamangala, Bangkok, Tailandia                              | Tailandia | 1–1 | 2–1       | Clasificación para la Copa Mundial de 2026    |
| 33 | 21 de marzo de 2024      | Estadio Nacional de Singapur, Singapur                               | Singapur  | 1–0 | 2–2       | Clasificación para la Copa Mundial de 2026    |
| 34 | 21 de marzo de 2024      | Estadio Nacional de Singapur, Singapur                               | Singapur  | 2–0 | 2–2       | Clasificación para la Copa Mundial de 2026    |
| 35 | 26 de marzo de 2024      | Estadio Olímpico de Tianjin, Tianjin, China                          | Singapur  | 1–0 | 4–1       | Clasificación para la Copa Mundial de 2026    |
| 36 | 26 de marzo de 2024      | Estadio Olímpico de Tianjin, Tianjin, China                          | Singapur  | 3–1 | 4–1       | Clasificación para la Copa Mundial de 2026    |

## Clubes
| Club                | País   | Año       | Partidos | Goles |
| ------------------- | ------ | --------- | -------- | ----- |
| Shanghái SIPG F. C. | China  | 2008-2019 | 344      | 169   |
| R. C. D. Espanyol   | España | 2019-2022 | 126      | 16    |
| Shanghái Port       | China  | 2022-     | 85       | 69    |

## Palmarés

### Campeonatos nacionales
| Título                     | Club                | País   | Año  |
| -------------------------- | ------------------- | ------ | ---- |
| China League Two           | Shanghái SIPG F. C. | China  | 2007 |
| China League One           | Shanghái SIPG F. C. | China  | 2012 |
| Superliga China            | Shanghái SIPG F. C. | China  | 2018 |
| Segunda División de España | R. C. D. Espanyol   | España | 2021 |
| Superliga de China         | Shanghái Port       | China  | 2023 |
| Superliga de China         | Shanghái Port       | China  | 2024 |
| Copa de China              | Shanghái Port       | China  | 2024 |

### Campeonatos internacionales
| Título                      | Club               | País  | Año  |
| --------------------------- | ------------------ | ----- | ---- |
| Campeonato del Este de Asia | Selección de China | Japón | 2010 |

### Distinciones individuales
| Distinción                              | Año                                      |
| --------------------------------------- | ---------------------------------------- |
| Bota de oro de la Superliga de China    | 2013, 2014, 2015, 2016, 2017, 2018, 2024 |
| Equipo del año de la Superliga de China | 2014, 2015, 2016, 2017, 2018, 2023, 2024 |

## Vida Profesional
Fuera del ámbito futbolístico, Wu Lei ha sido una figura clave en iniciativas de marketing y turismo, especialmente entre China y España. En 2020 protagonizó una campaña promocional del gobierno de Cataluña y el RCD Espanyol destinada al turismo chino, recorriendo lugares emblemáticos como la Costa Brava, Montserrat y el Delta del Ebro, difundida en redes sociales chinas y canales de televisión especializados. En julio de 2025, fue nombrado embajador global de la casa británica Burberry, como parte de la estrategia de la marca para reforzar su presencia en el mercado asiático, destacando su engagement digital y su perfil como figura cultural influyente.